# Tomáš Starosta
Tomáš Starosta (* 20. Mai 1981 in Trenčín, Tschechoslowakei) ist ein slowakischer Eishockeyspieler, der seit Juli 2017 erneut beim HC Dukla Trenčín in der slowakischen Extraliga unter Vertrag steht.

## Karriere
Tomáš Starosta begann seine Karriere als Eishockeyspieler in der Nachwuchsabteilung des HC Dukla Trenčín, für dessen Profimannschaft er von 1999 bis 2005 in der slowakischen Extraliga aktiv war und mit dem er in der Saison 2003/04 Slowakischer Meister wurde. Zudem lief er in der Saison 1999/2000 parallel in vier Spielen für den HC Dukla Senica in der zweitklassigen 1. Liga auf. Gegen Ende der Saison 2004/05 wechselte er zu Neftechimik Nischnekamsk in die russische Superliga, bei dem er in den folgenden fünf Spielzeiten unter Vertrag stand (ab der Saison 2008/09 in der neu gegründeten Kontinentalen Hockey-Liga). 
Zur Saison 2010/11 wurde Starosta von Neftechimiks Ligarivalen Salawat Julajew Ufa verpflichtet. Nach einer Saison in Ufa, in der er mit Salawat Julajew den Gagarin-Pokal gewann, wechselte er zum HK Jugra Chanty-Mansijsk. Für den HK Jugra absolvierte er in den folgenden drei Spielzeiten insgesamt über 130 Partien, ehe er im September 2014 in die Slowakei zurückkehrte und vom HC Slovan Bratislava verpflichtet wurde.
In der Saison 2016/17 wurde Starosta parallel zur KHL in der Extraliga bei Dukla Trenčín eingesetzt und wechselte im Juli 2017 fest zu seinem Heimatverein.

### International
Für die Slowakei nahm Starosta im Juniorenbereich an der U18-Junioren-Weltmeisterschaft 1999 sowie den U20-Junioren-Weltmeisterschaften 2000 und 2001 teil. Im Seniorenbereich stand er im Aufgebot seines Landes bei den Weltmeisterschaften 2007, 2008 und 2010.

## Erfolge und Auszeichnungen
- 2004 Slowakischer Meister mit dem HC Dukla Trenčín
- 2011 Gagarin-Pokal-Gewinn mit Salawat Julajew Ufa

### International
- 1999 Bronzemedaille bei der U18-Junioren-Weltmeisterschaft
- 2012 Silbermedaille bei der Weltmeisterschaft

## Statistik
(Stand: Ende der Saison 2013/14)